# Cleveland Ladies Open
Cleveland Ladies Open, cunoscut și sub numele de Tennis in the Land, este un turneu de tenis pentru jucătoarele profesioniste de tenis. Are loc în Cleveland, Ohio, în Statele Unite din 2021 și servește drept turneu de încălzire pentru US Open. Turneul face parte din seria WTA 250 a Turului WTA.

## Rezultate

### Simplu
| An   | Campioană           | Finalistă             | Scor          |
| ---- | ------------------- | --------------------- | ------------- |
| 2021 | Anett Kontaveit     | Irina-Camelia Begu    | 7–6(7–5), 6–4 |
| 2022 | Liudmila Samsonova  | Aliaksandra Sasnovici | 6–1, 6–3      |
| 2023 | Sara Sorribes Tormo | Ekaterina Alexandrova | 3–6, 6–4, 6–4 |
| 2024 | McCartney Kessler   | Beatriz Haddad Maia   | 1–6, 6–1, 7–5 |

### Dublu
| An   | Campioane                            | Finaliste                            | Scor                  |
| ---- | ------------------------------------ | ------------------------------------ | --------------------- |
| 2021 | Shuko Aoyama Ena Shibahara           | Christina McHale Sania Mirza         | 7–5, 6–3              |
| 2022 | Nicole Melichar-Martinez Ellen Perez | Anna Danilina Aleksandra Krunić      | 7–5, 6–3              |
| 2023 | Miyu Kato Aldila Sutjiadi            | Nicole Melichar-Martinez Ellen Perez | 6–4, 6–7(4–7), [10–8] |
| 2024 | Cristina Bucșa Xu Yifan              | Shuko Aoyama Eri Hozumi              | 3–6, 6–3, [10–6]      |